# Binomialkoefficient
Inden for den matematiske gren kombinatorik angiver binomialkoefficienten {\displaystyle {n \choose k}} antallet af måder hvorpå man kan udtage k forskellige elementer taget fra en pulje med n forskellige elementer. Symbolet {\displaystyle {n \choose k}} udtales "n vælg k". Nogle af binomialkoefficienternes egenskaber kan illustreres med Pascals trekant.

## Definition
Givet et reelt tal n og et ikke-negativt heltal k, er binomialkoefficienten defineret ved
{\displaystyle {n \choose k}={\frac {n\cdot (n-1)\cdots (n-k+1)}{k\cdot (k-1)\cdots 1}}.}

Hvis n er et naturligt tal gælder at
{\displaystyle {n \choose k}={\frac {n!}{k!(n-k)!}}.}
hvor n! betyder n fakultet. I Excel kan følgende benyttes :{\displaystyle {n \choose k}} = Kombin(n;x)

## Egenskaber
Hvis n er et naturligt tal og n>k gælder {\displaystyle {n \choose k}={n \choose {n-k}}}, hvilket udtrykker en form for symmetri: der er lige så mange måder at udtage k elementer som der er at udtage alle undtagen k. Desuden er {\displaystyle {{n} \choose {k}}+{{n} \choose {k-1}}={{n+1} \choose {k}}}, hvilket svarer til, at hvert felt i Pascals trekant er lig med summen af de to felter ovenfor.

## Anvendelser
Binomialkoefficienterne forekommer i binomialformlen
{\displaystyle (x+y)^{n}=\sum _{k=0}^{n}{n \choose k}x^{n-k}y^{k}.}

## Eksempler
1. Hvis man skal købe en pizza med tre forskellige slags "fyld", og der er 20 forskellige slags "fyld" at vælge imellem, kan man vælge {\displaystyle {20 \choose 3}={\frac {20!}{3!\,17!}}=1140} forskellige pizzaer.
2. {\displaystyle {n \choose 0}={n \choose n}=1}, og {\displaystyle {n \choose 1}={n \choose {n-1}}=n}.